# Hieracium legrandianum
Hieracium legrandianum es una especie de planta con flor del género Hieracium, de la familia Asteraceae, orden Asterales.

## Distribución
Hieracium legrandianum se distribuye por Francia y España.

## Taxonomía
Fue descrita científicamente por Arv.-Touv.
Tratamiento taxonómico
La especie aparece registrada en una sección de la publicación Bull. Soc. Bot. France.